# Społeczeństwo
Społeczeństwo – podstawowe pojęcie socjologiczne, jednakże niejednoznacznie definiowane. Terminem tym tradycyjnie ujmuje się dużą zbiorowość społeczną, zamieszkującą dane terytorium, posiadające wspólną kulturę, wspólną tożsamość oraz sieć wzajemnych stosunków społecznych. Społeczeństwo ponadto posiada własne instytucje pozwalające mu na funkcjonowanie oraz formę organizacyjną w postaci państwa, narodu lub plemienia.
Termin ten w mowie potocznej często stosuje się dość swobodnie określając różne kategorie czy warstwy społeczne np. „społeczeństwo górników”, „społeczeństwo nauczycieli”. Używa się go też na określenie całej żyjącej ludzkości, wówczas używa się określenia społeczeństwo globalne.

## Typologia społeczeństw
Ze względu na duże różnice pomiędzy współczesnymi i historycznymi społeczeństwami wyróżnia się ze względu na stopień rozwoju społeczeństwa:
- tradycyjne
- przemysłowe
- poprzemysłowe

W przypadku społeczeństw tradycyjnych, terminem tym określa się formy społeczeństw przedindustrialnych i wyróżnia się różne formy ich rozwoju:
- społeczeństwo acefaliczne
- społeczeństwo zbieracko-myśliwskie
- społeczeństwo rolnicze
- społeczeństwo pierwotne.

Karol Marks wyróżniał dla tego okresu trzy następujące po sobie formacje społeczne: formację wspólnoty pierwotnej, formację niewolniczą (formacja antyczna i azjatycka) oraz formację feudalną.
W okresie formowania się społeczeństw przemysłowych powstawały takie jego określenia jak:
- społeczeństwo masowe
- społeczeństwo obywatelskie
- społeczeństwo otwarte
- społeczeństwo nowoczesne i ponowoczesne
- społeczeństwo pluralistyczne
- społeczeństwo wielokulturowe
- społeczeństwo demokratyczne
- społeczeństwo komunistyczne
- społeczeństwo totalitarne
- społeczeństwo klasowe
- społeczeństwo kapitalistyczne
- społeczeństwo produkcyjne
- społeczeństwo miejskie
- społeczeństwo wiejskie.

W przypadku społeczeństwa poprzemysłowego, które powstawać zaczęło w drugiej połowie XX wieku, używa się też alternatywnych pojęć: 
- globalna wioska
- społeczeństwo informacyjne
- społeczeństwo wiedzy
- społeczeństwo mądrości
- społeczeństwo innowacyjne
- społeczeństwo transgresyjne
- społeczeństwo ponowoczesne
- społeczeństwo konsumpcyjne
- społeczeństwo permisywne
- społeczeństwo ryzyka
- społeczeństwo sieciowe.

W literaturze pojawia się również określenie społeczeństwa zwierzęcego na odróżnienie uspołecznionych zbiorowości ludzkich od nieuspołecznionych zbiorowości tworzonych przez inne gatunki w ujęciu biologicznym.

## Społeczeństwo a technika
Istnieją trzy sposoby pojmowania stosunków techniki ze społeczeństwem. Pierwszy sposób polega na ukazaniu życia społecznego jako odbicia techniki lub nawet mieszania mechanizmów instrumentalnych i ludzkości. Drugi sposób jest rozwiązaniem idealizmu lub spirytualizmu, czyli totalnego oderwania ducha od materii. Technika jawi się jako byt autonomiczny i złowróżbny lub jako zwykła siła w służbie człowieka. Trzeci sposób polega na uznaniu stopnia zależności lub obojętności świata ludzkiego względem techniki. Rozwiązanie to otwiera drogę do nauk społecznych. Technika jawi się tutaj jako sposób bycia, tryb istnienia.